# Soyuz A

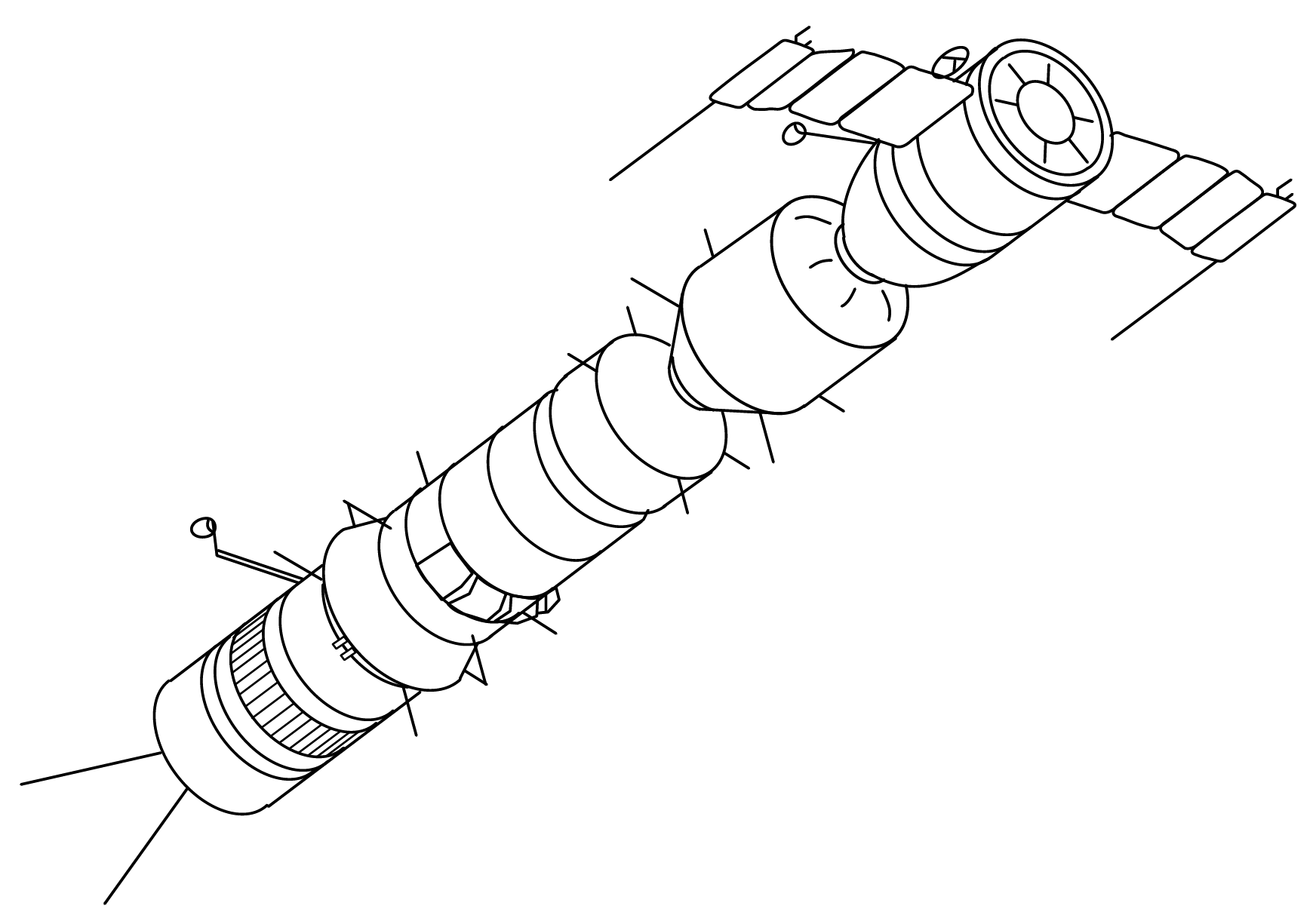
Conceito Soyuz A-B-C para circunavegação lunar.

A Soyuz A (Soyuz 7K), foi um dos projetos apresentados por Sergei Korolev como parte do Complexo Lunar (Soyuz A-B-V) em 1962.
Esse componente do complexo, era uma espaçonave para dois tripulantes, que seria integrada em órbita terrestre, com a Soyuz B (9K),
e em seguida ser conduzida por aquela em uma trajetória de injeção translunar.
Todos os componentes desse "Complexo" seriam conduzidos a órbita terrestre por foguetes descendentes do confiável R-7, 
para então efetuarem os acoplamentos, e transferências de tripulação, combustível e demais itens de suprimento.
A Soyuz A, seria equipada com câmeras e sensores para estudar a superfície lunar durante a sua trajetória mais próxima. A ideia da missão, era circunavegar a Lua entre 1.000 e 20.000 km de distância, e não pousar nela. O tempo total de voo seria de 7 a 8 dias.